# منطقه هدونگ
منطقه هِدونگ (به چینی: 河东区، به پین‌یین: Hédōng Qū) یک منطقهٔ شهرداری تابع شهر تیانجین، در جمهوری خلق چین است. منطقه هدونگ ۳۹ کیلومتر مربع مساحت و ۷۳۰٬۰۰۰ نفر جمعیت دارد و ۶ متر بالاتر از سطح دریا واقع شده‌است.
منطقهٔ هدونگ یکی از مناطق تاریخی و مرکزی شهر تیانجین می باشد. نام این منطقه، به معنی «شرق رودخانه» می باشد، اشاره به موقعیت این منطقه در شرق رود های.